# Писарево (Шуменская область)
Писарево (болг. Писарево) — село в Болгарии. Находится в Шуменской области, входит в общину Нови-Пазар. Население составляет 101 человек.

## Политическая ситуация
Кмет (мэр) общины Нови-Пазар — Васил Еленков Тонев (Болгарская социалистическая партия (БСП)) по результатам выборов в правление общины.